# George Folsey
George Folsey (Brooklyn, 2 de julho de 1898 — Santa Mônica, 1 de novembro de 1988) é um diretor de fotografia estadunidense. Foi indicado ao Oscar de melhor fotografia em treze ocasiões, mas não conquistou nenhuma estatueta. Dentre as nomeações, estavam The Balcony, Seven Brides for Seven Brothers, Executive Suite e Million Dollar Mermaid.